# بيتاس (مسلسل)
بيتاس (بالإنجليزية: Betas) مسلسل كوميدي أمريكي من إنتاج أمازون فيديو، وبطولة جوي دينيكول، وكاران سوني. توفرت الحلقات الثلاث الأولى للعرض حسب الطلب على أمازون فيديو في 22 نوفمبر، 2013، بعدها توفرت الحلقات الثمان الأخرى إسبوعياً. في مارس 2014، رفض أمازون تجديد المسلسل لموسم ثان.

## الممثلين والشخصيات

### شخصيات رئيسية
- جوي دينيكول - بدور تري
- كاران سوني - بدور ناش
- جون دالي - بدور هوبس
- تشارلي ساكستون - بدور متشيل
- مايا إريكسن - بدور ميكي
- دايفيك ديف - بدور دايفيك

## وصلات خارجية
- الموقع الرسمي
- بيتاس على موقع IMDb (الإنجليزية)
- بيتاس على موقع ميتاكريتيك (الإنجليزية)
- بيتاس على موقع روتن توميتوز (الإنجليزية)
- بيتاس على موقع كينوبويسك (الروسية)
- بيتاس على موقع ألو سيني (الفرنسية)
- بيتاس على موقع قاعدة بيانات الفيلم (الإنجليزية)